# 台湾唢呐草
台湾唢呐草（学名：Mitella formosana）为虎耳草科唢吶草属下的一个种。其种加词“formosana”意为“台湾的”。